# Adam Hart-Davis
Adam John Hart-Davis (Henley-on-Thames, Oxfordshire; 4 de julio de 1943) es un escritor, fotógrafo, químico, locutor, historiador y presentador de televisión inglés.
Es una persona reconocida en su país, ya que él fue el presentador de la series televisivas Local Heroes y What the Romans Did for Us, Victorians, Tudors y Stuarts de la BBC. También fue copresentador de Tomorrow's World y Science Shack.
Hart-Davis recibió una beca honorífica de la Royal Photographic Society en 2007.

## Vida personal
Hart-Davis nació y creció en Henley-on-Thames, siendo el hijo menor del editor Sir Rupert Hart-Davis (1907-1999) y su segunda esposa, Catherine Comfort Borden-Turner. Se educó en el St Andrew's Preparatory School, cerca de Pangbourne, y luego en el Eton College, antes de estudiar química en el Merton College de Oxford. Luego, se doctoró en química organometálica en la Universidad de York y pasó tres años como becario posdoctoral en la Universidad de Alberta (Canadá). Posteriormente, trabajó en la Oxford University Press, editando textos científicos y manuales de ajedrez. En 2004 recibió el título honorífico (Doctor of Letters) de la Universidad de Bath.
Estuvo casado con Adrienne Alpin (1965-1995), con quien tuvo dos hijos, Damon y Jason Hart-Davis. Su segunda esposa es la psicóloga Dra. Susan Blackmore, con quien se casó el 19 de junio de 2010. Sus hermanos son el periodista Duff Hart-Davis y Bridget, la viuda Lady Silsoe. Es tío de la periodista Alice Hart-Davis.

## Carrera en la radiodifusión
El trabajo de Hart-Davis en la radiodifusión comenzó en 1977, cuando se incorporó a la Yorkshire Television (YTV) como investigador, trabajando en material para Magnus Pyke, David Bellamy, Miriam Stoppard, así como en Arthur C. Clarke's Mysterious World.
En 1985 pasó a trabajar en la producción, produciendo, entre otros, el programa de televisión Me & My Micro, protagonizado por Fred Harris, y Fun & Games, protagonizado por Johnny Ball. También ideó y produjo el programa escolar de ciencias Scientific Eye.
A principios de los 90, Hart-Davis se puso delante de la cámara para presentar dos series para YTV: On The Edge y Local Heroes. En este último programa aparecía recorriendo el norte de Inglaterra en bicicleta, con su característica ropa de ciclista de color rosa y amarillo fluorescente, en busca de lugares relacionados con los grandes innovadores de la ciencia y la tecnología. Las bicicletas eran suyas, ya que es un gran ciclista y posee una de las primeras Burrows Windcheetah, así como una bicicleta de montaña equipada con un primer monoblade delantero. Esta serie se trasladó a la BBC Two, donde su alcance pasó a ser nacional, siendo una región diferente el tema de cada episodio. Big Questions, una serie científica de cinco partes de Channel 4 para jóvenes que presentó y que recibió una nominación al BAFTA en 2002.
El 7 de agosto de 2007, la BBC Two emitió una nueva serie de televisión llamada The Cosmos - A Beginner's Guide, que explora las últimas ideas y experimentos en cosmología. Se acompañó de un libro del mismo nombre.
También apareció en anuncios de televisión para HM Revenue and Customs con el eslogan: «Los impuestos no tienen por qué ser gravosos». Tras una declaración de Hart-Davis, en la que mencionaba el nivel de complejidad del sistema fiscal británico, su contrato con HM Revenue and Customs terminó.

## Embajador de la comunicación científica
A Hart-Davis le apasiona dar a conocer los sencillos beneficios que la ciencia puede aportar a la calidad de vida, especialmente en el mundo en desarrollo. Una de esas innovaciones es el diseño de cortinas de humo de hierro galvanizado o barro para evitar los efectos mortales de la inhalación de humo de los fuegos de cocina en las casas del mundo en desarrollo.
Es el patrocinador de la campaña FatallyFlawed contra el uso de tapas de enchufes.
También es patrono de la Casa Erasmus Darwin en Lichfield, la casa del siglo XVIII del abuelo de Charles Darwin, ahora un museo abierto al público.

## Filmografía
- Local Heroes (1996-99)
- What the Romans Did for Us (2000)
- Big Questions (2001)
- Live from Dinosaur Island (2001)
- What the Victorians Did for Us (2001)
- Science Shack (2001)
- What the Tudors Did for Us (2002)
- What the Stuarts Did for Us (2002)
- Tomorrow's World (2002)
- Meet the Ancestors: Our Top Ten Treasures (2003)
- Stardate: Close Encounters (2004)
- What the Ancients Did for Us (2005)
- How London Was Built (2005)
- Just Another Day (2007)
- How London Was Built (2008)
- Beeching's Tracks (2008)
- How Britain Was Built (2009)

## Obras publicadas
Ha escrito muchos libros, entre ellos una historia del retrete, titulada Thunder, Flush and Thomas Crapper, y Taking The Piss (A Potted History of Pee).
Entre las obras publicadas se encuentran:

### Autor
- Scientific Eye, HarperCollins Publishers Ltd (noviembre de 1985), (ISBN 0-7135-2584-3)
- Mathematical Eye, Collins Educational (septiembre de 1989), (ISBN 0-04-448043-1)
- Scientific Eye: Exploring the Marvels of Science, Sterling Pub Co Inc (marzo de 1990), (ISBN 0-8069-5758-1)
- Amazing Math Puzzles, Sterling Publishing; Reprint edition (mayo de 1997), (ISBN 0-8069-9669-2)
- Thunder, Flush and Thomas Crapper: An Encycloopedia, Michael O'Mara Books; New Ed edition (10 de octubre de 1997), (ISBN 1-85479-250-4)
- Chain Reactions: Pioneers of British Science and Technology, National Portrait Gallery Publications (24 de noviembre de 2000), (ISBN 1-85514-291-0)
- What the Victorians Did for Us, Headline Book Publishing (5 de agosto de 2002), (ISBN 0-7553-1137-X)
- The World's Stupidest Inventions, Michael O'Mara Books (18 de agoto de 2003), (ISBN 1-84317-036-1)
- What the Tudors and Stuarts Did for Us, Boxtree Ltd (5 de septiembre de 2003), (ISBN 0-7522-1556-6)
- What the Past Did for Us, Publisher: BBC Books (14 de octubre de 2004), (ISBN 0-563-52207-0)
- Why Does A Ball Bounce?: And 100 Other Questions From the Worlds of Science, Ebury Press (1 de septiembre de 2005), (ISBN 0-09-190268-1)
- Just Another Day, Orion (21 de septiembre de 2006), (ISBN 0-7528-7334-2)
- History: The Definitive Visual Guide – from the Dawn of Civilization to the Present Day, Dorling Kindersley Publishers Ltd (4 de octubre de 2007), (ISBN 1-4053-1809-0)
- Eurekaaargh!! A spectacular collection of inventions that nearly worked. Past Times edition published 1999.
- The Book of Time, Mitchell Beazley (3 de octubre de 2011)
- Pop Up Book of Inventions, Walker (4 de octubre de 2012)
- The Science Book – BIG Ideas Simply Explained, Dorling Kindersley Publishers Ltd (julio de 2014)
- History: from the Dawn of Civilization to the Present Day, Dorling Kindersley Publishers Ltd; 3rd edition (septiembre de 2015)
- Pavlov's Dog: Groundbreaking Experiments in Psychology, Metro Books (2015)
- Schrodinger's Cat: Groundbreaking Experiments in Physics, Metro Books (2015)
- Engineers: From The Great Pyramids to Spacecraft, Dorling Kindersley Publishers Ltd; 1st edition (3 de abril de 2017)
- Very Heath Robinson: Stories of his Absurdly Ingenious World, Sheldrake Press (4 de mayo de 2017), (ISBN 1-873329-48-2)
- Pavlov's Dog: And 49 Other Experiments that Revolutionised Psychology, Modern Books (1 de marzo de 2018)
- Schrodinger's Cat: And 49 Other Experiments that Revolutionised Physics, Modern Books (14 de junio de 2018)
- Fibonacci's Rabbits: And 49 Other Breakthroughs that Revolutionised Mathematics, Modern Books (noviembre de 2019)

### Colaboraciones
- Where There's Life, (con Hilary Lawson), Michael Joseph Ltd (10 de mayo de 1982), (ISBN 0-7181-2137-6)
- Test Your Psychic Powers, (con Susan Blackmore), Sterling Publishing; Reprint edition (mayo de 1997), (ISBN 0-8069-9669-2)
- "Local Heroes" Book of British Ingenuity, (con Paul Bader), Sutton Publishing Ltd (25 de septiembre de 1997), (ISBN 0-7509-1473-4)
- More "Local Heroes", (con Paul Bader), Sutton Publishing Ltd (20 de agosto de 1998), (ISBN 0-7509-1797-0)
- 100 Local Heroes, (con Paul Bader), Sutton Publishing Ltd; Rev Ed edition (22 de julio de 1999), (ISBN 0-7509-2373-3)
- What the Romans Did for Us, (con Philip Wilkinson), Boxtree Ltd; New Ed edition (20 de julio de 2001), (ISBN 0-7522-6172-X)
- The Book of Victorian Heroes, (con Paul Bader), Sutton Publishing Ltd (23 de agosto de 2001), (ISBN 0-7509-2820-4)
- Classic Mathemagic, (con Raymond Blum y Bob Longe), MetroBooks (NY) (agosto de 2002), (ISBN 1-58663-683-9)
- Catchphrase, Slogan and Cliché, (con Judy Parkinson), Michael O'Mara Books (1 de octubre de 2003), (ISBN 1-84317-063-9)
- Henry Winstanley and the Eddystone Lighthouse, (con Emily Troscianko), Sutton Publishing Ltd; New Ed edition (23 de octubre de 2003), (ISBN 0-7509-3379-8)
- Taking the Piss: A Potted History of Pee, (con Emily Troscianko), The Chalford Press (10 de octubre de 2006), (ISBN 1-84588-351-9)
- The Cosmos: A Beginner's Guide, (con Paul Bader), BBC Books (21 de junio de 2007), (ISBN 1-84607-212-3)
- Science: the definitive visual guide, Dorling Kindersley Limited (ISBN 978-0-241-24047-2)